# قومية أردنية

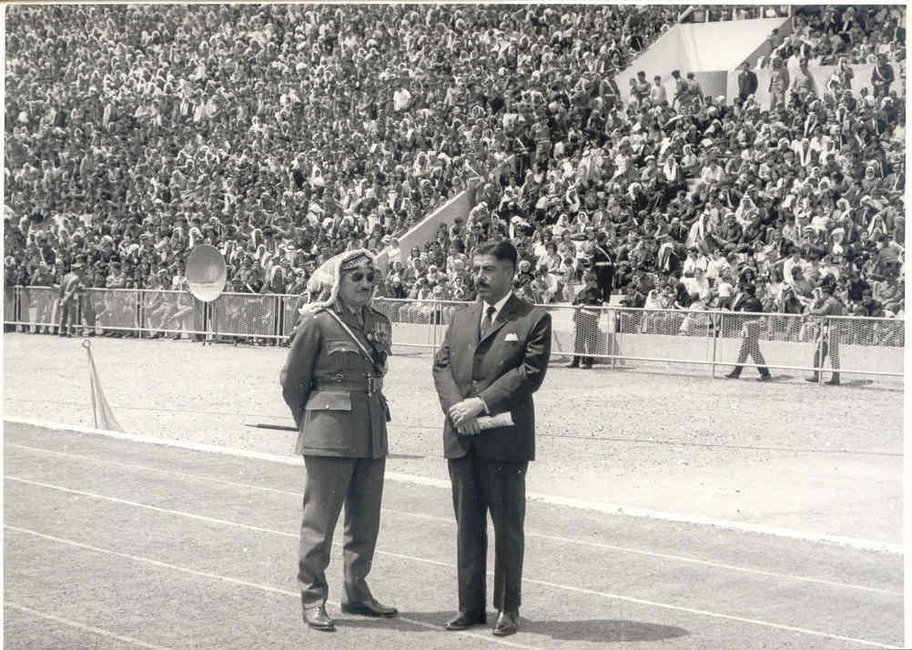
رموز القومية الأردنية، المشير حابس المجالي ورئيس الوزراء السابق وصفي التل في ستاد عمان الدولي عام 1967.

القومية الأردنية هي عقيدة قومية تعتبر الشعب الأردني جزء من الأمة العربية. توافق ظهور القومية الأردنية خلال الثورة العربية الكبرى عام 1916. كذلك ظهر في شعار «الأردن أولاً» الذي أطلقه الملك عبدالله الثاني عام 2002. أيضًا ظهرت القومية الأردنية في فترة الانتداب البريطاني في بدايات القرن العشرين سواء كان من المسلمين أو المسيحيين أو القبائل الشركسية الذين دعموا استقلال إمارة شرق الأردن من الإدارة البريطانية.

## التاريخ
وجود مجتمع وطني في شرق الأردن قبل عام 1921 كان يُعزى إلى تجانسه - حيث كان شرق الأردن أكثر تجانسًا من أي منطقة أخرى تحت الانتداب في الشرق الأوسط، وكان الانقسام الوحيد الكبير بين السكان قائمًا على نمط الحياة والاقتصاد، حيث كان 54% من السكان مستقرين و46% بدوًا. كان المسيحيون يشكلون حوالي 10% من السكان في العشرينات من القرن الماضي وكانوا منقسمين بين الكاثوليك اليونانيين، والكاثوليك الرومان، والمسيحيين الأرثوذكس اليونانيين؛ وكانوا أقلية هامة في الكرك والسلط. بالإضافة إلى المسيحيين، كانت هناك أقلية كبيرة أخرى من الشركس الذين كانوا يشكلون حوالي 5% من السكان. ومع ذلك، كانت العلاقات بين الأغلبية السنية والأقليات الإثنية والدينية جيدة، وأي صراعات بينهما كانت "أقل مسألة دينية أو إثنية منها جانبًا من التنافس بين الرعاة والفلاحين للسيطرة على الأراضي".
وفقًا لنور كوبرولو، كان من أوائل تعبيرات الهوية الأردنية الشرقية هو ثورة الكرك في عام 1910، مشيرًا إلى أنه يجب أن يُعتبر "مكانًا مركزيًا في التاريخ السياسي لكيان الأردن فيما يتعلق ببناء الأمة". اندلعت الثورة بسبب الضرائب المفرطة وسياسات التجنيد التي طبقها الشباب الأتراك، الذين سعوا إلى تسريع السيطرة العثمانية على الأراضي التي كانت قد تم تجاهلها حتى ذلك الحين. بجانب الكرك، كانت الثورة مدعومة أيضًا من قبل الدروز المحليين والبدو والمزارعين في عجلون. كما انضمت إليها عائلة المجالي الذين كانوا حكامًا محليين للكرك وكانوا غاضبين من السياسة القومية التركية للشباب الأتراك التي لم تكن تتسامح مع الخصوصيات الإقليمية التي كانت تدعمها السلاطين والقبائل الأردنية الشرقية.
كانت العاصمة الإقليمية والسياسية للمقاطعة السورية، دمشق، بعيدة جدًا عن التأثير في مجتمع شرق الأردن. وبالتالي، تطورت الهوية المحلية والإقليمية في المنطقة بدلًا من الهوية السورية. نظرًا لوضع شرق الأردن المهمش، كانت أمن الدولة بالكاد موجودة - وكانت الروابط المحلية والقبلية هي السائدة في شرق الأردن وتوفر الانتماء الاجتماعي والاقتصادي من خلال القرابة والرعي بدلًا من ذلك. كانت أهم القبائل في شرق الأردن هي الحويطات، بني صخر، العدوان، وبني حسن. كما يجادل روجر أوين أن شرق الأردن كان يحكم بشكل غير مباشر ولم يكن خاضعًا للاستعمار، مما سمح للقبلية والإقليمية الواسعة بالبقاء دون تدخل.
تأسس البلد كإمارة شرق الأردن في عام 1921 كحماية بريطانية، مقابل تحالفها الحربي ضد الإمبراطورية العثمانية خلال الثورة العربية الكبرى التي قادها الشريف حسين عام 1916. عندما شكل عبد الله الأول أول حكومة ملكية له في نفس العام، كانت خالية تمامًا من السكان المحليين في شرق الأردن، وكانت مكونة بالكامل من القوميين السوريين. علق أوين قائلًا إن الحكومة "كانت تبدو كحكومة في المنفى ورمزية لطموحات عبد الله في الانتقال إلى دمشق". أثارت الحكومة غضب السكان المحليين، مما أدى إلى معارضة السكان الأصليين لما وصفوه بـ"الحكم السوري". تصاعدت التوترات بين الأردنيين الشرقيين الأصليين والحكومة السورية إلى ثورة العدوان في عام 1923، حيث سعى قبيلة العدوان إلى الإطاحة بالهاشميين واستبدال حكمهم بحكومة جديدة تتكون من السكان المحليين، مع الحفاظ على استقلال شرق الأردن. ومن ثم، كان الشعار الرئيسي للثورة "شرق الأردن للأردنيين الشرقيين". بجانب ثورة العدوان، تلقى عبد الله أيضًا تحذيرات من قبيلة بني صخر التي هددت بطرد الهاشميين إذا لم يبتعدوا عن التركيز على الطموحات العربية الشاملة بدلاً من تحسين الظروف الاجتماعية لشرق الأردن.
في فبراير 1928، وقع شرق الأردن اتفاقًا مع المملكة المتحدة يسمح للقوات البريطانية بإدارة مرافق الأمن والدفاع الأردني مقابل الدعم المالي والعسكري والسياسي البريطاني، الذي أصبح النظام الهاشمي يعتمد عليه بشكل متزايد. كما قدمت الحكومة الملكية أيضًا حكومة ذاتية محدودة من خلال القانون العضوي لعام 1928، الذي أنشأ مجلس تشريعي منتخبًا مقترنًا بمجلس تنفيذي، لكن السلطة كانت في النهاية بيد الأمير. أدى ذلك إلى تفاقم مشكلة التمثيل الأجنبي، حيث كانت البيروقراطيين في الحكومة يتكونون بشكل متزايد من مسؤولين بريطانيين وفلسطينيين. استمر هذا في مقاومة حكم الهاشميين من قبل القبائل المحلية بالإضافة إلى السلالات السلطانية المحلية مثل المجاليين والترابين.
استمر الهاشميون في اعتبار شرق الأردن نقطة انطلاق لسوريا الكبرى، حيث تفاوض عبد الله مع لجنة بيل لتضمين خطته للتفاوض حول الضفتين الغربية والشرقية تحت حكمه. ولكن مع رفض هذا الاقتراح، تخلى عبد الله عن طموحاته السورية وبدلًا من ذلك سعى لتوسيع حكمه إلى فلسطين، مؤثرًا في السياسة الفلسطينية بشكل نشط. في سبتمبر 1945، عرضت المملكة المتحدة إحضار فلسطين تحت سيطرة شرق الأردن، وسمح لعبد الله بنقل قواته إلى فلسطين قبل انسحاب البريطانيين في عام 1948، مما مكنه من السيطرة على الضفة الغربية قبل إعلان استقلال إسرائيل. ثم ضم شرق الأردن الضفة الغربية وغير اسمه إلى الأردن في يونيو 1949. تم دمج الضفة الغربية رسميًا في الأردن في 24 أبريل 1950، مما جعل 700,000 فلسطيني تحت سيطرة الهاشميين.
عزز ضم الضفة الغربية إلى الأردن هوية أردنية منفصلة حيث ظهرت توترات اجتماعية واقتصادية وسياسية بين الأردنيين والفلسطينيين. تم استبعاد كلمة فلسطين ومشتقاتها من اسم الأردن وتم مسحها تمامًا من الوثائق الرسمية، وتم حظر استخدامها في النهاية تمامًا. كان للفلسطينيين شعور قوي بهويتهم الوطنية المنفصلة في ذلك الحين، مما دفعهم إلى معارضة السيطرة الهاشمية. بلغت التوترات الأردنية الفلسطينية ذروتها في اغتيال الملك عبد الله على يد فلسطيني قومي في عام 1951. أدى ذلك إلى رفض واسع لوجود مجتمع وطني بين الفلسطينيين والأردنيين الشرقيين، حيث سعى كل من الطرفين إلى هوية وطنية مستقلة ومنفصلة. اتهم الطرفان بعضهما البعض بـ"الأردنة" للفلسطينيين أو "فلسطنة" الأردن، حيث جعل ضم الضفة الغربية الفلسطينيين أغلبية في البلاد.
انتهت التوترات بعد حرب 1967 واحتلال إسرائيل للضفة الغربية. بعد فقدان الضفة الغربية، حاولت الأردن طرد المنظمات الفلسطينية والمسلحين من أراضيها، الذين كانوا يعتبرون الأراضي الأردنية نقطة انطلاق للحركة الوطنية الفلسطينية. أدت العمليات الأردنية ضد نشاطات منظمة التحرير الفلسطينية إلى أحداث أيلول الأسود في عام 1970، حيث تصاعد القتال بين قوات الأمن الأردنية والفدائيين الفلسطينيين إلى حرب أهلية. اشتدت الحرب بعد الغزو السوري للأردن. ومع ذلك، تكبدت سوريا خسائر فادحة واضطرت إلى الانسحاب، وتم طرد المنظمات الفلسطينية بنجاح من الأردن، وانتقلت مقراتها إلى سوريا ولبنان. في عام 1988، فصل الملك حسين من الأردن رسميًا عن السياسة الفلسطينية، قائلًا "الأردن هو الأردن" و"فلسطين هي فلسطين". وقد مثل هذا نقطة تحول في تخلي الأسرة الهاشمية عن طموحاتها العربية الشاملة لصالح هوية أردنية منفصلة.